# Borrelia anserina
Espèce
Borrelia anserina est l'une des nombreuses espèces de borrélies (genre de bactéries spirochètes) qui peuvent infecter diverses espèces de vertébrés et d'invertébrés (tiques en particulier).
Parmi une trentaine de borrélies connues, elle ne fait pas partie des quatre espèces les plus susceptibles d'infecter l'Homme en provoquant une des variantes de la maladie de Lyme, mais elle est pathogène pour l'homme.
Il est possiblement fréquent que des co-infections puissent associer cette bactérie à une autre borrélie, voire à d'autres pathogènes véhiculés par le vecteur qui semble dans la plupart des cas être une tique, ce qui peut compliquer le diagnostic et le traitement.

## Définition, classification
Attention, l'expression Borrelia burgdorferi désigne parfois tout le complexe bactérien des borrelias (une trentaine de bactéries du genre Borrelia, dont quatre au moins sont pathogènes pour l'homme (et responsables de différentes formes de la maladie de Lyme).
En théorie, pour éviter toute confusion, il faut dans ce cas parler de Borrelia burgdorferi ls (ls ou lato sensu signifiant « au sens large » en latin). Ceci est dû au fait que la première de ces bactéries découvertes était B burgdorferi qui prédomine très largement aux États-Unis, alors que Borrelia afzelii prédomine en Asie et semble localement fréquente en Europe de l'Ouest (dans la Meuse en France par exemple), au moins depuis deux décennies.
Dans ce complexe, outre B. afzelli 3 espèces de borrélies pathogènes pour l'homme sont plus fréquentes :
- Borrelia garinii qui, comme Borrelia afzelii est prédominante en Eurasie,
- Borrelia burgdorferi ss  qui est prédominante en Amérique du Nord, tout en étant également présente en Europe, bien que plus rare.
- Borrelia spielmanii également impliquée dans la maladie de Lyme (hors Amérique du Nord)

Toutes ces bactéries sont transmises à l'homme par l'intermédiaire de tiques vectrices de différentes espèces, mais on se demande si d'autres acariens ou insectes piqueurs ne pourraient pas également transmettre ces borrelies à l'Homme.
Un patient peut être piqué dans un pays et déclarer la maladie, quelques semaines à plusieurs années après dans un autre pays, sur un autre continent.

## Pathogénie

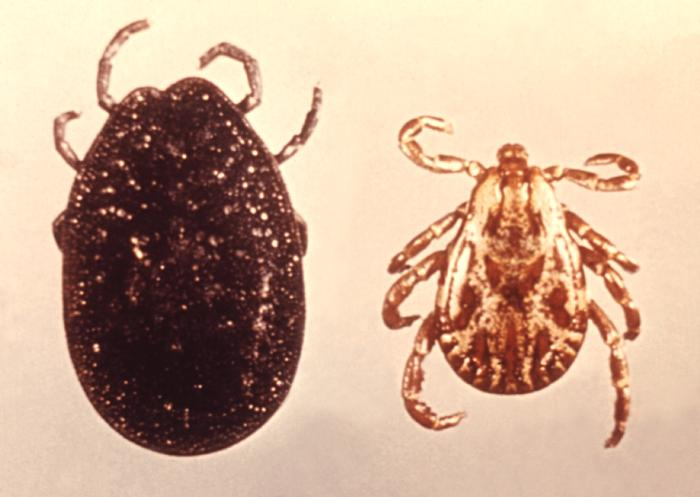
Ces deux genres de tiques illustrent la différence entre tiques molles (“soft ticks”) que sont les Argasidae (à gauche) et tiques dures (“hard ticks”), ici du genre Ixodidae. Ces tiques sont vectrices des bactéries pathogènes Borrelia anserina.

B. anserina est pathogène pour les oiseaux, y compris domestiques (poulets, dindes, canards, etc.) qui développement des borrelioses ou spirochetoses. Cette bactérie est transmise aux oiseaux par des tiques du genre Argas et Ornithodoros. Il n'est pas exclus que d'autres insectes piqueurs (poux, puces, punaises ou moustiques puissent aussi véhiculer des borrélies chez les oiseaux, mais dans une proportion a priori plus faible. Chez l'oiseau, les symptômes les plus visibles sont l'anémie, des diarrhées et des troubles neurologiques graves.

## Diagnostic
Après la phase d'infection, lors de la phase chronique d'infection, la bactérie se multiplie peu, est capable d'échapper au système immunitaire (en distançant les globules blancs) ou en s'enkystant avant de créer un nouveau foyer d'infection dans un autre organe quelques mois ou années plus tard.

### Test de dépistage et de confirmation (In vitro)
Le test de dépistage est souvent immunoenzymatique (méthode considérée comme plus fiable que les dépistages par immunofluorescence indirecte ou hémagglutination indirecte ; les deux dernières méthodes étant jugées d'interprétation plus subjective). Le premier test est donc généralement un test Elisa (rapide et peu couteux), mais avec de faux-négatifs ou de faux-positifs possibles.
Le test de confirmation est le plus souvent un Western Blot, si possible effectué sur un sérum frais, sinon sur un plasma frais, clair et sans hémolyse.

Ce test est plus spécifique et sensible que les tests de dépistage, mais plus long dans sa mise en œuvre. Si les bandelettes sont illisibles mais que les symptômes persistent, un second test doit être fait dans les semaines qui suivent.

Théoriquement, les Western blot aujourd'hui mis sur le marché doivent détecter des protéines communes à différentes borrélies impliquées dans les borrélioses.

La notice des tests précise cependant généralement que « Une interprétation négative n'exclut pas la possibilité d'une infection à borrelia » . Des faux positifs sont par ailleurs possibles si le malade a été infecté ou co-infecté par d'autres spirochètes (ex : Syphilis, Pian, Pinta, Leptospirose, autres borrélioses, maladies parodontales...) ou à la suite d'autres infections telles que fièvre pourpre des Montagnes Rocheuses, virus d'Zpstein-Barr ou cytomégalovirus dont les anticorps ont une réaction croisée avec B afzelii ou garinii. Des maladies autoimmunes des tissus conjonctifs comme la polyarthrite rhumatoïde ou certaines formes de lupus érythémateux peuvent aussi produire des faux positifs, comme d'ailleurs des sujets produisant des anticorps antinucléaires.
Une PCR (qui détecte l'ADN de la borrélie, après amplification de ce dernier et grâce à une « sonde » spécifique) est également possible (sur prélèvement de liquide cérébrospinal ou synovial en général). Enfin, une culture directe des spirochètes peut être faite (mais si elle démontre la présence du spirochète, elle n'en établit pas l'espèce.

## Diagnostic différentiel
Il vise à vérifier qu'il ne s'agit pas d'une polyarthrite juvénile, d'un lupus, d'une sclérose en plaques, d'un rhumatisme articulaire aigu, d'un syndrome oculo-urétro-synovial, d'une myocardite ou d'une méningite virale, etc.